# Union nord-africaine de football
Pour les articles homonymes, voir UNAF.
L'Union nord-africaine de football (UNAF) (en anglais: Union of North African Football) (en arabe : اتحاد شمال أفريقيا لكرة القدم) est une confédération régionale de football dépendante de la Confédération africaine de football et présidée par Abdelhakim Chalmani. La présidence est tournante et dure 4 ans. Après l'Égypte, l'Algérie, le Maroc et la Tunisie, c'est au tour de la Libye depuis octobre 2019.

## Organisation de compétitions
L'UNAF organise les compétitions entre clubs et entre sélections nationales à l'échelon nord-africain.
- Sélections nationales
  - Le championnat d'Afrique du Nord des nations de football : compétition à l'intention des sélections nationales seniors composées uniquement des joueurs locaux, dites équipes nationales des locaux.

- Clubs
  - Coupe nord-africaine des clubs champions.
  - Coupe nord-africaine des vainqueurs de coupe.
  - Supercoupe de l'UNAF.

- Jeunes
  - Concernant les jeunes, l'UNAF a organisé en décembre 2008 à Alger un tournoi pour les sélections des moins de 17 ans qui regroupera les pays de l'UNAF et trois pays africains dans le cadre de la préparation de la Coupe d'Afrique des nations des moins de 17 ans qui a lieu en mars 2009 à Alger. (Championnat d'Afrique du Nord des nations de football des moins de 17 ans)
  - Un tournoi des moins de 20 ans (juniors) aura lieu en Égypte en juin dans le cadre de la préparation de la coupe du monde qui sera abritée en juin 2009 par l'Égypte.

- Féminines
  - Le tournoi UNAF dames.
  - Le tournoi UNAF féminin -20 ans.
  - Le tournoi UNAF féminin -17 ans.
  - Le Tournoi des éliminatoires UNAF pour la Ligue des Champions féminine de la CAF.
  - Le tournoi UNAF des clubs féminin.
  - Le tournoi UNAF des clubs féminin - 20 ans.

## Liste des fédérations membres
L'UNAF compte cinq fédérations membres après le retour de la fédération égyptienne en 2011.
| Pays    | Fédération                              |
| ------- | --------------------------------------- |
| Algérie | Fédération algérienne de football       |
| Égypte  | Fédération égyptienne de football       |
| Libye   | Fédération de Libye de football         |
| Maroc   | Fédération royale marocaine de football |
| Tunisie | Fédération tunisienne de football       |

## Présidents de l'UNAF
- 2002 - 2005 :  Aymane Lagzouli
- 2005 - 2008 :  Samir Zaher
- 2008 - 2011 :  Mohamed Raouraoua[1]
- 2011 - 2014 :  Ali Fassi-Fihri
- 2014 - 2018 :  Wadie Jary
- 2018 - 2019 :  Jamal Al-Jaafari
- 2019 - 2024 :  Abdelhakim Chalmani
- 2024 - 2025 :  Gamal Allam
- Depuis 2025  :  Hany Abo Rida